# Первоцвет северный
Первоцвет северный, или примула северная (лат. Primula borealis) — многолетнее травянистое растение, вид рода Первоцвет (Primula) семейства Первоцветные (Primulaceae). Вид является галофитом, населяющим прибрежные солончаковые местообитания в субальпийских и субарктических регионах.

## Описание

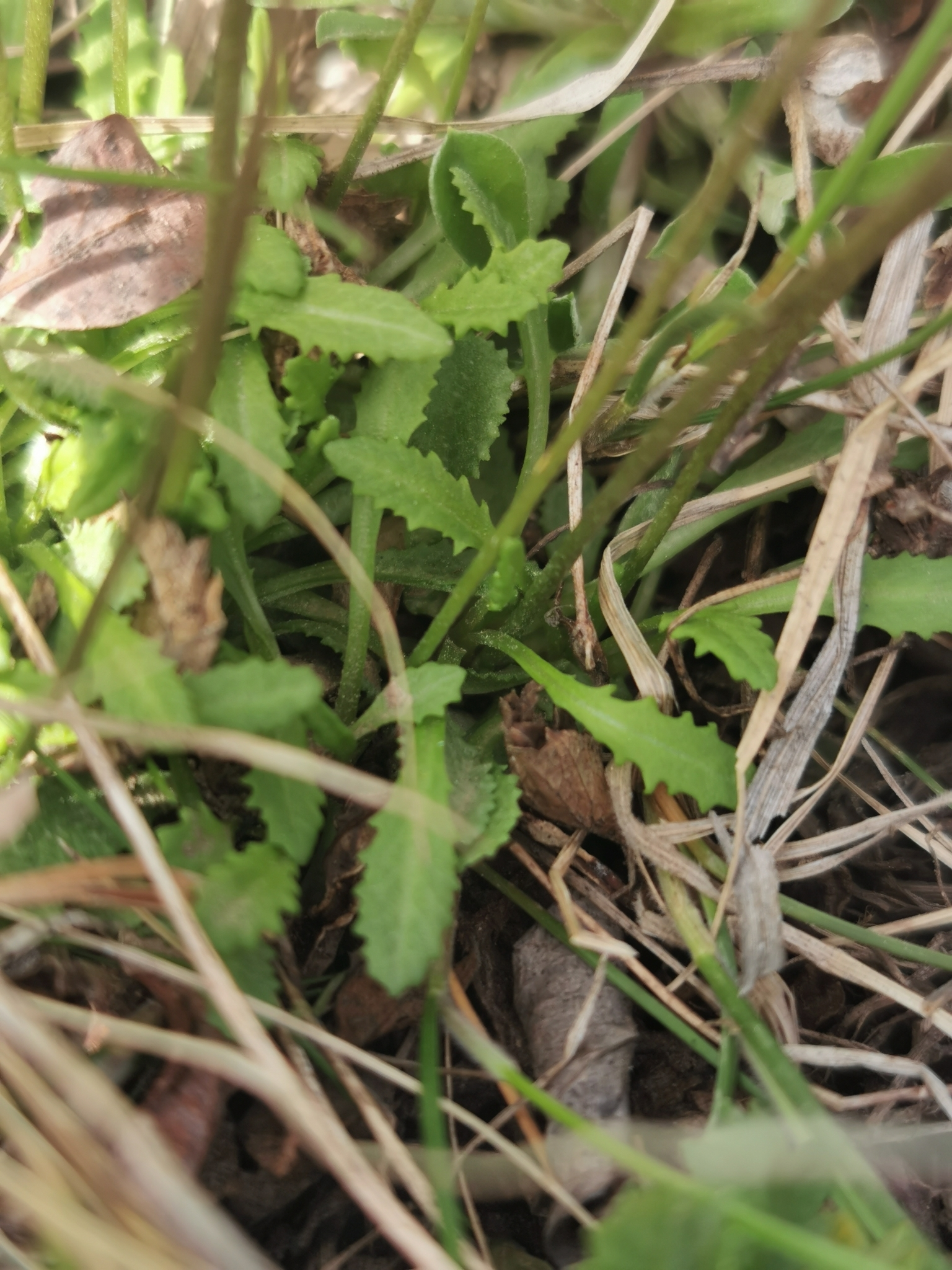
Листья

Небольшое травянистое многолетнее растение, обычно имеющее высоту от 1 до 12 см. У него тонкие и короткие корневища, дающие начало побегам. Благодаря корневищам P. borealis образует куртинки. У P. Borealis есть как диплоидные, так и полиплоидные особи с количеством хромосом 2n = 18 и 36.
Листья не ароматные, имеют нечеткие узкокрылые черешки. Форма листовой пластинки варьируется от лопатчатой до ромбической, от 1 до 3,5 см в длину и от 0,1 до 0,7 см в ширину. Листья тонкие по текстуре, имеют гладкую поверхность, лишенную глубоких сетчатых жилок на нижней стороне. Края листьев городчатые или отдаленно зубчатые, с небольшими округлыми или зубчатыми выступами. Вершина листьев бывает тупая или острая, в зависимости от конкретного растения. В целом листья P. borealis придают растению привлекательный вид.
Соцветия обычно имеют от 1 до 10 цветков, поднимающихся из центральной розетки листьев. Окраска может варьироваться от обычной лавандовой до менее распространенной розово-фиолетовой или белой. Обёрточные прицветники, окружающие цветы, отличаются мешковидной или выпуклой формой у основания. Эти прицветники обычно одинаковы по размеру, что способствует общей симметрии соцветия. Цветоножки прямостоячие, длиной от 2 до 8 мм; часто более чем в два раза длиннее прицветников и имеют несколько жёсткую текстуру.
Цветки гетеростильны, что указывает на наличие двух разных морф цветков с разными стилями и тычинками. Чашечка, образующая внешний оборот околоцветника, может быть зелёной или иметь фиолетовые полосы. Имеет колокольчатую форму, длину от 3 до 5 мм. Венчик, внутренний оборот околоцветника, обычно имеет лавандовый цвет и обладает примечательными характеристиками. Длина трубки венчика составляет от 6 до 8 мм, что примерно в 1,5 раза превышает длину чашечки. Венчик лишен желёз и имеет отгиб диаметром от 8 до 16 мм. Лопасти венчика имеют размер от 0,4 до 0,8 мм, имеют выемчатые вершины с небольшими зазубринами.

### Плоды и семена
После успешного опыления Primula borealis дает коробочки от цилиндрической до эллипсоидной формы. Длина коробочек примерно в 1,5 раза превышает длину чашечки. Внутри коробочек этот вид образует семена без фланцев по краям и с сетчатым рисунком поверхности.

## Распространение и среда обитания
Primula borealis распространена в Северном полушарии, встречается в определённых регионах Северной Америки и Восточной Азии. В Северной Америке P. borealis встречается в Канаде, на Северо-Западных территориях и Юконе. Также известно, что вид встречается в штате Аляска в США. В Восточной Азии распространён в нескольких регионах. Встречается в Берингии в пределах полуострова Камчатка, расположенного на Дальнем Востоке России. Вид также присутствует в Хабаровском крае на юго-востоке России. Кроме того, P. borealis можно встретить в Красноярске, большой территории в Сибири. P. borealis также распространил свое распространение на Магадан, регион на северо-востоке России с субарктическим климатом.
Primula borealis — галофит, населяющий субальпийские и субарктические биомы. Известно, что он растет в прибрежных засоленных средах обитания, таких как устья рек, песчаные дюны и солёные марши. Эти территории характеризуются высоким содержанием солей в почве и воде. Этот вид также можно встретить на пойменных лугах или вблизи пресноводных горячих источников, часто во влажных глинистых отложениях. Популяции этого вида имеют различные характеристики в зависимости от среды их обитания: в открытых средах обитания песчаных дюн встречаются менее развитые экземпляры, в то время как популяции, населяющие защищенные и богатые питательными веществами места, имеют больше цветов и более высокий цветущий стебель.